# Головлёв, Алексей Фёдорович
Алексей Фёдорович Головлёв (1903 год, д. Городская Скала, Таврическая губерния — 27 марта 1944 года, Николаев) — Герой Советского Союза, секретарь партийной организации 384-го отдельного батальона морской пехоты Одесской военно-морской базы Черноморского флота, капитан.

## Биография
Алексей Фёдорович родился в 1903 году в деревне Городская Скала Керчь-Еникальского градоначальства Таврической губернии, теперь в черте города Керчи, в семье русского ремесленника. Оставшись без отца, воспитывался в приюте, затем работал на рыболовном паруснике, был батраком. В годы становления Советской власти сочувствовал революционным идеям, был председателем батрачкома.
В 1925 году был призван в ряды Красной Армии, за годы службы в которой стал профессиональным военным политработником. В 1931 году закончил военно-политическую школу.
В декабре 1942 года был направлен на фронт, до этого занимал должности начальника Дома командного состава Амурской флотилии и заместителя командира военно-морского госпиталя в Хабаровске.
В 1943 году А. Ф. Головлёв, окончив курсы офицерского состава в Гагре, получил звание капитана и был назначен парторгом в 384-й отдельный батальон морской пехоты Одесской военно-морской базы Черноморского флота.
Участвовал в десантной операции по освобождению города Осипенко, за мужество и отвагу в которой был награждён орденом Красной Звезды. Участвовал также в боях на Кинбурнской косе, освобождении посёлков Херсонской области Александровка, Богоявленское (ныне Октябрьский) и Широкая Балка.
Во второй половине марта 1944 года вошёл в состав десантной группы под командованием старшего лейтенанта Константина Фёдоровича Ольшанского. Задачей десанта было облегчение фронтального удара советских войск в ходе освобождения города Николаева, являвшегося частью Одесской операции. После высадки в ночь на 26 марта в морском порту Николаева отряд в течение двух суток отбил 18 атак противника, уничтожив около 700 гитлеровцев. В этих боях погибли почти все десантники. В их числе при отражении 16-й атаки вечером 27 марта погиб и капитан А. Ф. Головлёв.
Указом Президиума Верховного Совета СССР от 20 апреля 1945 года за образцовое выполнение боевых заданий командования на фронте борьбы с немецкими захватчиками и проявленные при этом отвагу и геройство капитану Головлёву Алексею Фёдоровичу было присвоено звание Героя Советского Союза (посмертно).

## Награды
- Золотая Звезда Героя Советского Союза (посмертно);
- орден Ленина;
- орден Красной Звезды;
- медали.

## Память
- Похоронен в братской могиле в городе Николаеве (Украина) в сквере 68-ми десантников.
- Там же в честь Героев открыт Народный музей боевой славы моряков-десантников, воздвигнут памятник.
- Его именем названа одна из улиц, города Керчь.